# Carcinoma con elementi pleomorfi, sarcomatoidi o sarcomatosi
Con il termine  carcinoma con elementi pleomorfi, sarcomatoidi o sarcomatosi si indica  un gruppo raro di  neoplasie che si manifestano nei polmoni.

## Epidemiologia
Costituiscono lo 0,5% delle forme carcinoidi dei bronchi

## Sintomatologia
Fra i sintomi e segni clinici si riscontrano tosse, dolore toracico